# Liste von Fantasyfilmen der 2020er Jahre
Die Liste von Fantasyfilmen der 2020er Jahre gibt einen chronologischen Überblick über Kino- und abendfüllende TV-Produktionen, die im Zeitraum von 2020 bis 2029 in diesem Genre gedreht wurden. Bei der Nutzung ist zu beachten, dass ein Teil der aufgeführten Filme sich mit artverwandten Genres aus dem Bereich der Phantastik wie Horror und Science-Fiction überschneidet, aber auch Drama und Komödie. Die Liste erhebt keinen Anspruch auf Vollständigkeit und unterliegt einem laufenden Erweiterungsprozess.

## 2020
| Titel                                                   | Regie                                             | Produktionsland                                                         |
| ------------------------------------------------------- | ------------------------------------------------- | ----------------------------------------------------------------------- |
| 499                                                     | Rodrigo Reyes                                     | Mexiko / Vereinigte Staaten                                             |
| Als ein Stern vom Himmel fiel                           | Karel Janák                                       | Deutschland/ Tschechien/ Slowakei                                       |
| Artemis Fowl                                            | Kenneth Branagh                                   | Vereinigte Staaten                                                      |
| Atarrabi & Mikelats                                     | Eugène Green                                      | Frankreich/ Belgien                                                     |
| Black Is King                                           | Emmanuel Adjei, Ibra Ake, Blitz Bazawule, Beyoncé | Vereinigte Staaten                                                      |
| Die bunte Seite des Monds                               | Glen Keane                                        | Vereinigte Staaten                                                      |
| The Christmas Chronicles: Teil zwei                     | Chris Columbus                                    | Vereinigte Staaten                                                      |
| Dead or Bullet                                          | Jun Nakagawa                                      | Japan                                                                   |
| Demon Slayer: Kimetsu no Yaiba – The Movie: Mugen Train | Haruo Sotozaki                                    | Japan                                                                   |
| Drachenreiter                                           | Tomer Eshed                                       | Deutschland / Belgien                                                   |
| Dragon Soldiers                                         | Hank Braxtan                                      | Vereinigte Staaten                                                      |
| Der einzig wahre Ivan                                   | Thea Sharrock                                     | Vereinigte Staaten                                                      |
| Die fantastische Reise des Dr. Dolittle                 | Stephen Gaghan                                    | Vereinigte Staaten                                                      |
| Der geheime Club der zweitgeborenen Royals              | Anna Mastro                                       | Vereinigte Staaten                                                      |
| Der geheime Garten                                      | Marc Munden                                       | Vereinigtes Königreich                                                  |
| The Green Knight                                        | David Lowery                                      | Vereinigte Staaten, Irland                                              |
| Helene, die wahre Braut                                 | Heino V. Kronberg                                 | Deutschland                                                             |
| Hexen hexen                                             | Robert Zemeckis                                   | Vereinigte Staaten                                                      |
| Die Hexenprinzessin                                     | Ngo The Chau                                      | Deutschland/ Tschechien                                                 |
| Jim Knopf und die Wilde 13                              | Dennis Gansel                                     | Deutschland                                                             |
| Jingle Jangle Journey: Abenteuerliche Weihnachten!      | David E. Talbert                                  | Vereinigte Staaten                                                      |
| Jiu Jitsu                                               | Dimitri Logothetis                                | Vereinigte Staaten                                                      |
| Die Känguru-Chroniken                                   | Dani Levy                                         | Deutschland                                                             |
| Love Wedding Repeat                                     | Dean Craig                                        | Vereinigtes Königreich                                                  |
| Das Märchen vom goldenen Taler                          | Cüneyt Kaya                                       | Deutschland                                                             |
| Mein WWE Main Event                                     | Jay Karas                                         | Vereinigte Staaten                                                      |
| Monster Hunter                                          | Paul W. S. Anderson                               | Deutschland / Japan / Kanada / Vereinigte Staaten / Volksrepublik China |
| Mortal – Mut ist unsterblich                            | André Øvredal                                     | Norwegen                                                                |
| Nine Days                                               | Edson Oda                                         | Vereinigte Staaten                                                      |
| The Old Guard                                           | Gina Prince-Bythewood                             | Vereinigte Staaten                                                      |
| Onward: Keine halben Sachen                             | Dan Scanlon                                       | Vereinigte Staaten                                                      |
| Palm Springs                                            | Max Barbakow                                      | Vereinigte Staaten                                                      |
| Schneewittchen am See                                   | Alex Schmidt                                      | Deutschland                                                             |
| She Dies Tomorrow                                       | Amy Seimetz                                       | Vereinigte Staaten                                                      |
| Der starke Hans                                         | Matthias Steurer                                  | Deutschland                                                             |
| Tatort: Limbus                                          | Max Zähle                                         | Deutschland                                                             |
| Timmy Flop: Versagen auf ganzer Linie                   | Tom McCarthy                                      | Vereinigte Staaten                                                      |
| Undergods                                               | Chino Moya                                        | Vereinigtes Königreich/ Belgien/ Estland/ Serbien/ Schweden             |
| Upside Down Magic – Magie steht Kopf                    | Joe Nussbaum                                      | Vereinigte Staaten                                                      |
| Vier zauberhafte Schwestern                             | Sven Unterwaldt                                   | Deutschland/ Österreich/ Belgien/ Italien                               |
| The Water Man                                           | David Oyelowo                                     | Vereinigte Staaten                                                      |
| Wendy                                                   | Benh Zeitlin                                      | Vereinigte Staaten                                                      |
| White Winged Horse                                      | Mahyar Mandegar                                   | Iran                                                                    |
| Wolfwalkers                                             | Tomm Moore, Ross Stewart                          | Irland/ Luxemburg/ Frankreich/ Vereinigte Staaten                       |
| Wonder Woman 1984                                       | Patty Jenkins                                     | Vereinigte Staaten                                                      |
| Zerplatzt                                               | Brian Duffield                                    | Vereinigte Staaten                                                      |
| Zimmer 212 – In einer magischen Nacht                   | Christophe Honoré                                 | Frankreich / Belgien / Luxemburg                                        |

## 2021
| Titel                                             | Regie                               | Produktionsland                                  |
| ------------------------------------------------- | ----------------------------------- | ------------------------------------------------ |
| Abenteuer ʻOhana                                  | Judy Weng                           | Vereinigte Staaten                               |
| Ancient Soul                                      | Alvaro Gurrea                       | Spanien                                          |
| L’Arracheuse de temps                             | Francis Leclerc                     | Kanada                                           |
| Captain Volkonogov Escaped                        | Natascha Merkulowa, Alexei Tschupow | Russland / Frankreich / Estland                  |
| Catweazle                                         | Sven Unterwaldt                     | Deutschland                                      |
| Cinderella                                        | Kay Cannon                          | Vereinigte Staaten                               |
| The Devil’s Triangle – Das Geheimnis von Atlantis | Brendan Petrizzo                    | Vereinigte Staaten                               |
| Drei Haselnüsse für Aschenbrödel                  | Cecilie Mosli                       | Norwegen                                         |
| Encanto                                           | Byron Howard, Jared Bush            | Vereinigte Staaten                               |
| Flora & Ulysses                                   | Lena Khan                           | Vereinigte Staaten                               |
| Freaks Out                                        | Gabriele Mainetti                   | Italien/ Belgien                                 |
| Gaia – Grüne Hölle                                | Jaco Bouwer                         | Südafrika                                        |
| Geheimes Magieaufsichtsamt                        | Alexei Zizilin                      | Russland/ Vereinigte Staaten                     |
| Das Geheimnis der Mumie                           | Alex Zamm                           | Vereinigte Staaten                               |
| Der Geist im Glas                                 | Markus Dietrich                     | Deutschland                                      |
| Ghostbusters: Legacy                              | Jason Reitman                       | Vereinigte Staaten                               |
| The Green Knight                                  | David Lowery                        | Vereinigte Staaten/ Irland                       |
| Im Himmel ist auch Platz für Mäuse                | Jan Bubenicek, Denisa Grimmová      | Tschechien/ Frankreich/ Belgien/ Slowakei/ Polen |
| Infinite – Lebe unendlich                         | Antoine Fuqua                       | Vereinigte Staaten                               |
| Jungle Cruise                                     | Jaume Collet-Serra                  | Vereinigte Staaten                               |
| Luca                                              | Enrico Casarosa                     | Vereinigte Staaten                               |
| Das Mädchen, das an Wunder glaubt                 | Rich Correll                        | Vereinigte Staaten                               |
| Mona Lisa and the Blood Moon                      | Ana Lily Amirpour                   | Vereinigte Staaten                               |
| Mortal Kombat                                     | Simon McQuoid                       | Vereinigte Staaten                               |
| Paw Patrol – Der Kinofilm                         | Cal Brunker                         | Vereinigte Staaten                               |
| Peterchens Mondfahrt                              | Ali Samadi Ahadi                    | Deutschland/ Österreich                          |
| Petite Maman – Als wir Kinder waren               | Céline Sciamma                      | Frankreich                                       |
| Raya und der letzte Drache                        | Paul Briggs, Dean Wellins           | Vereinigte Staaten                               |
| Rote Robin                                        | Daniel Ojari, Michael Please        | Vereinigtes Königreich/ Vereinigte Staaten       |
| Saloum                                            | Jean Luc Herbulot                   | Senegal/ Demokratische Republik Kongo            |
| Die Schule der magischen Tiere                    | Gregor Schnitzler                   | Deutschland/ Österreich                          |
| Sechzehn Stunden Ewigkeit                         | Ian Samuels                         | Vereinigte Staaten                               |
| Shang-Chi and the Legend of the Ten Rings         | Destin Daniel Cretton               | Vereinigte Staaten                               |
| Space Jam: A New Legacy                           | Malcolm D. Lee                      | Vereinigte Staaten                               |
| The Spine of Night                                | Philip Gelatt, Morgan Galen King    | Vereinigte Staaten                               |
| The Suicide Squad                                 | James Gunn                          | Vereinigte Staaten                               |
| Ten-Cent Daisy                                    | Lisbon Okafor                       | Vereinigte Staaten                               |
| Thunder Force                                     | Ben Falcone                         | Vereinigte Staaten                               |
| Titane                                            | Julia Ducournau                     | Frankreich/ Belgien                              |
| The Witcher: Nightmare of the Wolf                | Kwang Il Han                        | Vereinigte Staaten/ Südkorea                     |
| Zwerg Nase                                        | Ngo The Chau                        | Deutschland                                      |

## 2022
| Titel                                             | Regie                            | Produktionsland                            |
| ------------------------------------------------- | -------------------------------- | ------------------------------------------ |
| Bibi & Tina – Einfach anders                      | Detlev Buck                      | Deutschland                                |
| Chip und Chap:Die Ritter des Rechts               | Akiva Schaffer                   | Vereinigte Staaten                         |
| Coma                                              | Bertrand Bonello                 | Frankreich                                 |
| Darby and the Dead                                | Silas Howard                     | Vereinigte Staaten                         |
| Doctor Strange in the Multiverse of Madness       | Sam Raimi                        | Vereinigte Staaten                         |
| Drifting Home                                     | Hiroyasu Ishida                  | Japan                                      |
| Es war Zeit                                       | Alessandro Aronadio              | Italien                                    |
| Everything Everywhere All at Once                 | Daniel Kwan, Daniel Scheinert    | Vereinigte Staaten                         |
| Die Gänseprinzessin                               | Frank Stoye                      | Deutschland                                |
| Der gestiefelte Kater: Der letzte Wunsch          | Joel Crawford                    | Vereinigte Staaten                         |
| Guillermo del Toros Pinocchio                     | Guillermo del Toro               | Vereinigte Staaten Mexiko Frankreich       |
| Hocus Pocus 2                                     | Anne Fletcher                    | Vereinigte Staaten                         |
| Ice Merchants                                     | João Gonzalez                    | Portugal Frankreich Vereinigtes Königreich |
| Irati – Age of Gods and Monsters                  | Paul Urkijo Alijo                | Spanien                                    |
| Irrlicht                                          | João Pedro Rodrigues             | Portugal Frankreich                        |
| Die Känguru-Verschwörung                          | Marc-Uwe Kling, Alexander Berner | Deutschland                                |
| The King’s Daughter                               | Sean McNamara                    | Vereinigte Staaten                         |
| The Magic Flute – Das Vermächtnis der Zauberflöte | Florian Sigl                     | Deutschland                                |
| Phantastische Tierwesen: Dumbledores Geheimnisse  | David Yates                      | Vereinigte Staaten Vereinigtes Königreich  |
| Pinocchio                                         | Robert Zemeckis                  | Vereinigte Staaten                         |
| Samaritan                                         | Julius Avery                     | Vereinigte Staaten                         |
| Schlummerland                                     | Francis Lawrence                 | Vereinigte Staaten                         |
| The School for Good and Evil                      | Paul Feig                        | Vereinigte Staaten                         |
| Die Schule der magischen Tiere 2                  | Sven Unterwaldt                  | Deutschland                                |
| Scrooge: Ein Weihnachtsmusical                    | Stephen Donnelly                 | Vereinigte Staaten Vereinigtes Königreich  |
| Das Seeungeheuer                                  | Chris Williams                   | Vereinigte Staaten                         |
| Strange World                                     | Don Hall                         | Vereinigte Staaten                         |
| Suzume no Tojimari                                | Makoto Shinkai                   | Japan                                      |
| Thor: God of Thunder                              | Noah Luke                        | Vereinigte Staaten                         |
| Thor: Love and Thunder                            | Taika Waititi                    | Vereinigte Staaten                         |
| Three Thousand Years of Longing                   | George Miller                    | Australien                                 |
| Troll                                             | Roar Uthaug                      | Norwegen                                   |
| Wendell & Wild                                    | Henry Selick                     | Vereinigte Staaten                         |
| Zitterinchen                                      | Luise Brinkmann                  | Deutschland                                |

## 2023
| Titel                                                         | Regie                                               | Produktionsland                               |
| ------------------------------------------------------------- | --------------------------------------------------- | --------------------------------------------- |
| All of Us Strangers                                           | Andrew Haigh                                        | Vereinigtes Königreich / Vereinigte Staaten   |
| Almamula                                                      | Juan Sebastian Torales                              | Frankreich / Italien / Argentinien            |
| Aquaman and the Lost Kingdom                                  | James Wan                                           | Vereinigte Staaten                            |
| Arielle, die Meerjungfrau                                     | Rob Marshall                                        | Vereinigte Staaten                            |
| Asterix & Obelix im Reich der Mitte                           | Guillaume Canet                                     | Frankreich                                    |
| Barbie                                                        | Greta Gerwig                                        | Vereinigte Staaten                            |
| Bolan’s Shoes                                                 | Ian Puleston-Davies                                 | Vereinigtes Königreich                        |
| Brujería                                                      | Christopher Murray                                  | Chile / Mexiko / Deutschland                  |
| Chupa                                                         | Jonás Cuarón                                        | Vereinigte Staaten                            |
| El Conde                                                      | Pablo Larraín                                       | Chile                                         |
| Doggy Style                                                   | Josh Greenbaum                                      | Vereinigte Staaten                            |
| Dungeons & Dragons: Ehre unter Dieben                         | John Francis Daley, Jonathan Goldstein              | Kanada / Vereinigte Staaten                   |
| Ghostbusters Hell’s Kitchen                                   | Gil Kenan                                           | Vereinigte Staaten                            |
| Harold and the Purple Crayon                                  | Carlos Saldanha                                     | Vereinigte Staaten                            |
| Holly                                                         | Fien Troch                                          | Belgien / Niederlande/ Luxemburg / Frankreich |
| Indiana Jones und das Rad des Schicksals                      | James Mangold                                       | Vereinigte Staaten                            |
| Der Junge und der Reiher 君たちはどう生きるか                 | Hayao Miyazaki                                      | Japan                                         |
| Ladybug & Cat Noir – Der Film                                 | Jeremy Zag                                          | Frankreich                                    |
| Der Lotse                                                     | Iain Softley                                        | Vereinigtes Königreich                        |
| Mavka – Hüterin des Waldes Мавка. Лісова пісня                | Oleh Malamusch, Oleksandra Ruban                    | Ukraine                                       |
| Miraculous: Ladybug & Cat Noir – Der Film Miraculous, le film | Jeremy Zag                                          | Frankreich                                    |
| Nimona                                                        | Nick Bruno, Troy Quane                              | Vereinigte Staaten / Vereinigtes Königreich   |
| Patagonia                                                     | Simone Bozzelli                                     | Italien                                       |
| Paw Patrol – Der Mighty Kinofilm PAW Patrol: The Mighty Movie | Cal Brunker                                         | Vereinigte Staaten / Kanada                   |
| Peter Pan & Wendy                                             | David Lowery                                        | Vereinigte Staaten                            |
| Playland                                                      | Georden West                                        | Vereinigte Staaten                            |
| The Portable Door                                             | Jeffrey Walker                                      | Australien                                    |
| Le proprietà dei metalli                                      | Antonio Bigini                                      | Italien                                       |
| Rebel Moon – Teil 1: Kind des Feuers                          | Zack Snyder                                         | Vereinigte Staaten                            |
| Shazam! Fury of the Gods                                      | David F. Sandberg                                   | Vereinigte Staaten                            |
| Spider-Man: Across the Spider-Verse                           | Joaquim Dos Santos, Kemp Powers, Justin K. Thompson | Vereinigte Staaten                            |
| Der Super Mario Bros. Film                                    | Aaron Horvath, Michael Jelenic                      | Vereinigte Staaten / Japan                    |
| Teen Wolf: The Movie                                          | Russell Mulcahy                                     | Vereinigte Staaten                            |

## 2024
| Titel                                            | Regie                        | Produktionsland                                                    |
| ------------------------------------------------ | ---------------------------- | ------------------------------------------------------------------ |
| Alles steht Kopf 2 Inside Out 2                  | Kelsey Mann                  | Vereinigte Staaten                                                 |
| The American Society of Magical Negroes          | Kobi Libii                   | Vereinigte Staaten                                                 |
| Arcadia                                          | Yorgos Zois                  | Griechenland / Bulgarien / Vereinigte Staaten                      |
| Die Casagrandes – Der Film The Casagrandes Movie | Miguel Puga                  | Vereinigte Staaten                                                 |
| Chantal im Märchenland                           | Bora Dagtekin                | Deutschland                                                        |
| The Crow                                         | Rupert Sanders               | Vereinigte Staaten                                                 |
| Damsel                                           | Juan Carlos Fresnadillo      | Vereinigte Staaten                                                 |
| Descendants: The Rise of Red                     | Jennifer Phang               | Vereinigte Staaten                                                 |
| Geister                                          | Hans Henschel                | Deutschland                                                        |
| The Greatest Hits                                | Ned Benson                   | Vereinigte Staaten                                                 |
| IF: Imaginäre Freunde IF                         | John Krasinski               | Vereinigte Staaten                                                 |
| King Baby                                        | Kit Redstone, Arran Shearing | Vereinigtes Königreich                                             |
| The Lord of the Rings: The War of the Rohirrim   | Kenji Kamiyama               | Vereinigte Staaten / Japan                                         |
| Der Meister und Margarita Мастер и Маргарита     | Michael Lockschin            | Russland                                                           |
| Parthenope                                       | Paolo Sorrentino             | Italien / Frankreich                                               |
| Shikun                                           | Amos Gitai                   | Israel / Frankreich / Schweiz / Brasilien / Vereinigtes Königreich |
| Spuk unterm Riesenrad                            | Thomas Stuber                | Deutschland                                                        |
| Vaiana 2 Moana 2                                 | David G. Derrick Jr.         | Vereinigte Staaten                                                 |
| Wicked                                           | Jon M. Chu                   | Vereinigte Staaten                                                 |

## 2025
| Titel             | Regie               | Produktionsland                                                     |
| ----------------- | ------------------- | ------------------------------------------------------------------- |
| In the Lost Lands | Paul W. S. Anderson | Deutschland / Kanada / Vereinigte Staaten                           |
| Schneewittchen    | Marc Webb           | Vereinigte Staaten / Vereinigtes Königreich / Italien / Deutschland |